# 輝けロビンス
「輝けロビンス」（かがやけロビンス）はかつて存在した日本のプロ野球チーム、大陽ロビンスの球団歌である。作詞・佐伯孝夫、作曲および編曲・灰田晴彦。

## 解説
1936年（昭和11年）に国民新聞社傘下で結成された大東京軍は、経営難のため発足初年の11月に大阪の中堅商社・田村駒創業家の2代目田村駒治郎の手にわたりライオン軍→朝日軍と名称を変えながら戦時下でリーグ戦中断を迎えた。朝日軍の選手は戦中に奈良県南葛城郡御所町（現在の御所市）へ疎開していたが、1946年（昭和21年）のリーグ戦再開時に工場長の橋本三郎が「田村から活動再開の連絡が無かった」として独立し新規にゴールドスターを発足させたため、田村は反発しながらも休眠状態であった球団をパシフィック（略称「太平」）に改称して再始動する。
太平は1947年（昭和22年）に田村駒のグループ企業・太陽レーヨンの名称にコマドリの英語名"robin"を冠して「太陽ロビンス」へ改称したが、翌1948年（昭和23年）には「点を取る」の験担ぎで「大陽ロビンス」となった。この時、ライオン軍時代にライオン歯磨のスポンサードにより制定されたものの敵性語排除の煽りを受けて球団名が「朝日軍」へ改称されたため、実質2年弱しか演奏されなかった「制覇に進む若き獅子」以来9年ぶりとなる新球団歌として作られたのが「輝けロビンス」である。
作詞は懸賞公募を実施した「制覇に進む若き獅子」の時とは異なり戦時下で解散した大和軍の旧球団歌「イーグルス応援歌」を手掛けた佐伯に、作曲はハワイ出身で戦前からハワイ民謡の第一人者として定評のあった灰田晴彦にそれぞれ依頼され、晴彦の弟で後に映画『歌う野球小僧』主演で名を馳せた灰田勝彦の歌唱によりビクターレコード（のちJVCケンウッド・ビクターエンタテインメント）がSP盤を製造した。レコードのB面にはロビンスとは関係ないハワイ民謡の「ウ・リリエ」が収録されている。
ロビンスは1949年（昭和24年）末に勃発した2リーグ分裂でセントラル・リーグへ属することになり映画会社の松竹をスポンサーとして「松竹ロビンス」へ改称、小鶴誠ら「水爆打線」の活躍によってリーグの初代優勝チームとなった。しかし、その後は急速な成績低迷に見舞われ1953年（昭和28年）初頭に大洋ホエールズ（現在の横浜DeNAベイスターズ）と合併して大洋松竹（洋松）ロビンスとなり、2シーズン後の1954年（昭和29年）末に松竹の撤退で翌年から再び「大洋ホエールズ」へ戻されている。この間も「輝けロビンス」は歌詞に含まれる「大陽」の部分を「松竹」や「洋松」に変更すれば歌うことは可能だったとみられるが、2リーグ分裂後の演奏実態は資料が無いため不明。合併先の大洋は1949年末の球団創設から長らく球団歌を持たず1977年（昭和52年）に制定された「行くぞ大洋」が「初の球団歌」とされているため、少なくとも合併時には松竹から球団歌を引き継がなかった可能性が高い。